# Formula 3

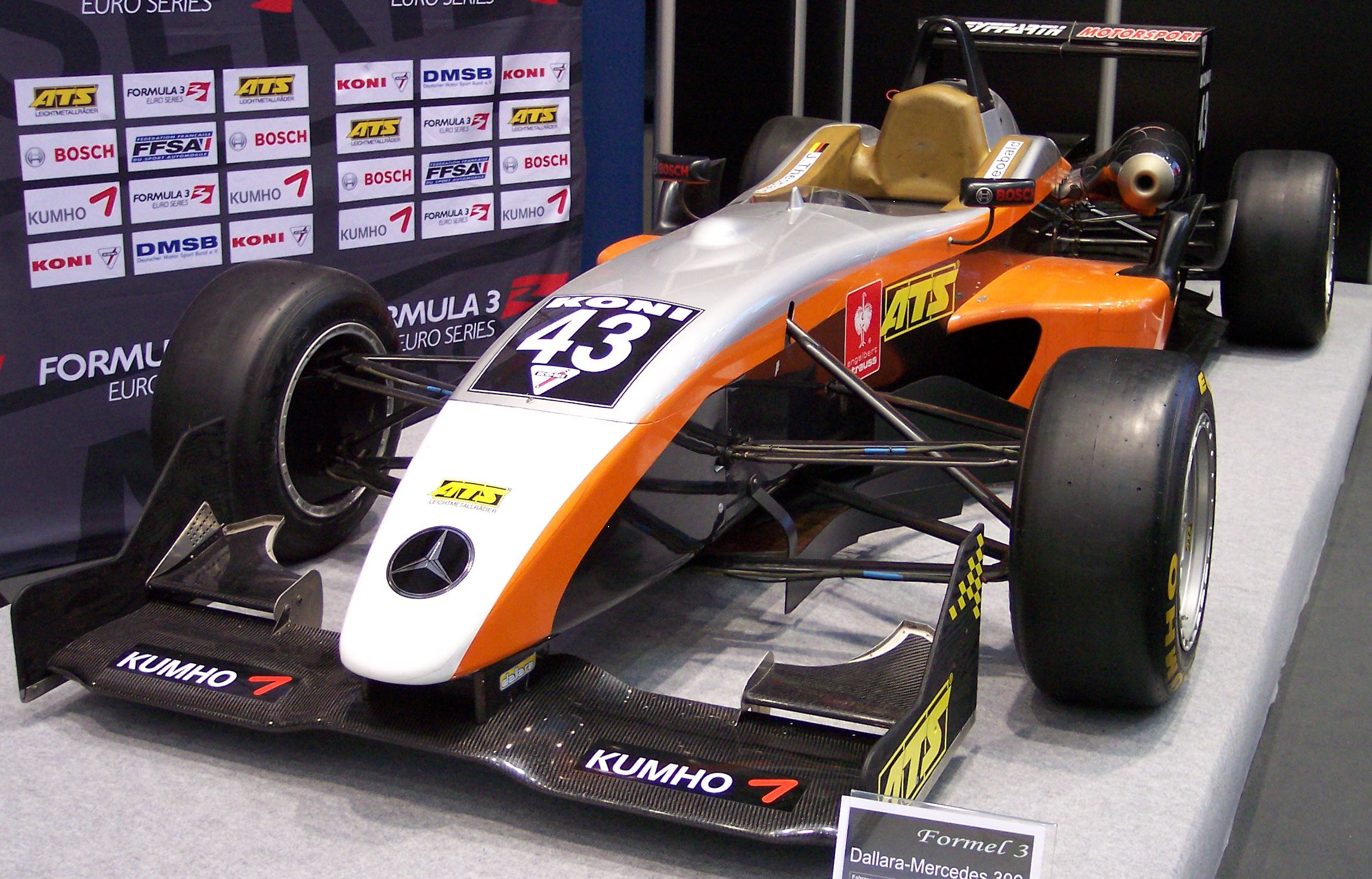
Vettura Dallara-Mercedes 306 Formula 3 (2006).

La Formula 3, spesso abbreviata F3, è una categoria automobilistica di monoposto in circuito per piloti emergenti, snodo tra le serie promozionali monomarca e il professionismo.
La F3 è articolata in campionati nazionali o continentali che si svolgono, o si sono svolti, in Europa, Asia, Sud America e Oceania, mentre il regolamento tecnico è definito dalla Federazione Internazionale dell'Automobile che, a partire dal 1950, ha adottato la categoria come parte di un percorso comprendente Formula 3, Formula 2 (denominata Formula 3000 dal 1985 al 2004 e GP2 dal 2005 al 2016) e poi Formula 1. Il grande successo e la storia della serie ha fatto sì che non pochi piloti passassero direttamente dalla F3 alla F1 senza il passaggio intermedio.

## Storia
La Formula 3 è nata, come formula nazionale, in Gran Bretagna immediatamente dopo la fine della seconda guerra mondiale, sfruttando esperienze motoristiche antecedenti alla guerra, puntando a organizzare gare a basso costo, infatti i motori erano di derivazione motociclistica e la cilindrata massima ammessa era di 500 cm³.
La prima gara dopo la guerra fu organizzata dal Vintage Sports-Car Club nel luglio 1947 su una pista ricavata dall'aeroporto della RAF a Gransden Lodge e fu vinta da Eric Brandon con una Cooper T2.

Le vetture che si distinsero maggiormente nella categoria furono le Cooper, di conseguenza l'azienda ottenne anche un successo commerciale, i cui introiti le permisero di salire nella massima formula. La Cooper applicò anche in Formula 1 lo schema tecnico a motore posteriore-centrale, che aveva impiegato in Formula 3 per via della trasmissione a catena, ma che garantiva una grande maneggevolezza e rivoluzionò il modo di realizzare le monoposto della massima serie. Altre marche inglesi che parteciparono alla F. 3 furono Kieft, JBS ed Emeryson, mentre marche europee non inglesi furono Effyh, Monopoletta e Scampolo.
Nel 1950 la formula venne adottata dalla FIA e già nei primi anni '50 si dimostrò fucina di talenti, infatti in quel periodo si misero in luce piloti come Stirling Moss e Mike Hawthorn, in seguito si distinsero Jackie Stewart e Peter Collins, inoltre parteciparono, senza grande successo, Ken Tyrrell e Bernie Ecclestone che in seguito divennero team-manager di Formula 1.

La F.3 a livello internazionale declinò alla fine degli anni '50 eclissata dalla Formula Junior anche se continuò in Inghilterra fino ai primi anni '60. La Formula Junior nacque nel 1959 in Italia seguendo lo stesso intento di produrre vetture da corsa economiche, le vetture avevano motori da 1000 o da 1100 cm³ (le vetture con maggiore cilindrata erano penalizzate da un superiore peso minimo regolamentare), questa divenne formula internazionale dal 1961 al 1963, nel 1964 dalla Formula Junior nacque la moderna Formula 3 internazionale con motori derivati dalla serie da 1000 cm³.
Nei primi anni i motori usati prevalentemente furono dei Ford a 2 valvole per cilindro con singolo albero a camme in testa derivati dalla Ford Anglia, mentre i telai erano di costruttori di Formula 1 come Lotus e Brabham che riducevano i modelli della categoria superiore. In seguito i costruttori di Formula 1 abbandonarono il campo e si fecero largo nuovi costruttori come l'italiana Tecno e, a partire dai primi anni '70, le francesi Alpine e Martini, le inglesi Lola, March, Modus, GRD, Ensign e Ralt.

A partire dal 1974 con la cilindrata massima portata a 2000 cm³ ebbero grande successo i motori preparati dall'azienda italiana Novamotor, dapprima i Toyota e in seguito gli Alfa Romeo, cui fecero concorrenza i Volkswagen e poi gli Opel del preparatore tedesco Spiess e i nuovi Toyota della giapponese Tom's, poi negli anni '90 arrivarono gli Honda-Mugen e i Renault. Attualmente nei maggiori campionati prevalgono i Mercedes HWA, tranne che in Italia dove sono stati impiegati, per regolamento, gli FPT Racing 420F3 prodotti dalla Fiat Powertrain Technologies, fino alla soppressione del campionato.
All'inizio degli anni '80 con l'introduzione dell'effetto suolo il predominio nelle varie serie, per quanto riguarda i telai, spettò alle inglesi Ralt e alle francesi Martini, ma a partire dalla metà degli anni '80 dopo la messa al bando delle bandelle laterali e l'introduzione dei primi telai in fibra di carbonio cominciarono ad affermarsi l'italiana Dallara e l'inglese Reynard. Oggi la Formula 3 è diventata un monomarca di fatto per il predominio assoluto della Dallara, divenuto ormai difficilmente attaccabile anche per i bassi margini di guadagno nella vendita di queste vetture, che richiede, per essere economicamente sostenibile, un mercato di scala mondiale.
Negli anni 2000 la Formula ha subito riduzione di partecipazione a causa dell'aumento dei costi dovuti ai motori. Il primo aumento avvenne con l'arrivo dei motori Renault, ma con i Mercedes e Volkswagen si è arrivati, nel 2012, a un costo in leasing di 100.000 euro a motore per stagione, per disputare il campionato europeo oltre alle più prestigiose gare fuori campionato, corrispondenti a una percorrenza totale di 10.000 km. In Italia i Fiat FPT venivano venduti a prezzo "politico" di 26.000 euro e ciò ha permesso che la serie continuasse per alcuni anni fino alla soppressione a fine 2012. Sotto la presidenza di Jean Todt si è verificato un rinnovato interesse della FIA per la categoria, con il ripristino del campionato europeo e soprattutto con la realizzazione di un nuovo regolamento per i motori che impone unità meno sofisticate, anche se sempre da 2.000 cc a 4 cilindri, per un prezzo massimo da 50.000 euro con le stesse percorrenze chilometriche. Il regolamento, nelle intenzioni del neo responsabile della commissione single-seater (Monoposto) della FIA, l'ex-pilota Gerhard Berger, vorrebbe anche unificare i vari regolamenti motoristici nazionali per permettere di aumentare la partecipazione, Berger porta ad esempio una gara del campionato F3 Euro Series 2012 al Norisring in Germania, dove i team tedeschi, partecipanti al loro campionato nazionale, non hanno potuto prendere parte per un regolamento motoristico diverso. Il regolamento sarebbe dovuto entrare in vigore nel 2012 ma è stato rinviato per le resistenze dei produttori di motori.

## I regolamenti tecnici
Dal 1964 al 1970: motore a 4 cilindri da 1000 cm³ derivato da vetture di serie realizzate in 1000 esemplari nel corso di 12 mesi consecutivi, un solo carburatore, flangia di strozzatura di 26 mm tra il carburatore e il condotto di immissione, cambio di provenienza da un modello di serie prodotto in 1000 esemplari, peso minimo 400 kg.
Dal 1971 al 1973: motore a 4 cilindri da 1600 cm³ derivato da vetture di serie realizzate in 5000 esemplari nel corso di 12 mesi consecutivi, flangia di strozzatura da 20 mm di diametro (dal 1972 aumentata a 21,5) attraverso cui deve passare tutta l'aria di alimentazione al motore, cambio proveniente dallo stesso modello di serie del motore, differenziale autobloccante ammesso, peso minimo 440 kg.
Dal 1974: motore a 4 cilindri da 2000 cm³, di cui il monoblocco e la testata derivati da vetture di serie realizzate in 5000 esemplari nel corso di 12 mesi consecutivi, flangia di strozzatura da 24 mm di diametro e spessore di 3 mm attraverso cui deve passare tutta l'aria di alimentazione al motore, larghezza massima dei cerchi 10 pollici, larghezza massima del battistrada dello pneumatico 8 pollici, peso minimo 455 kg.
In seguito sono stati apportati pochi cambiamenti, perlopiù volti a limitare delle evoluzioni tecniche che erano pericolose o avrebbero fatto aumentare troppo i costi, ad esempio nel 1985 sono state bandite le vetture con le bandelle laterali, in seguito in 1997, è stato aumentato il diametro della strozzatura all'alimentazione del motore fino a 26 mm in modo da garantire potenze da 200 CV(150 kW) tra 5000 e 6400 giri/min, perché i telai moderni erano diventati troppo facili da guidare con la poca potenza garantita dalla strozzatura a 24 mm, poi è stato definito che il cambio fosse manuale e al massimo con sei velocità per anticipare eventuali costose sperimentazioni, infine, per uniformarsi alle categorie superiori, il peso minimo è stato determinato con il pilota a bordo e per uniformarsi alle regole di omologazione per vetture derivate dalla serie, i motori devono essere derivati da vetture prodotte in 2500 esemplari in 12 mesi consecutivi.
Attualmente le regole principali prevedono:
- Larghezza: 1850 mm massimo
- Passo: 2000 mm minimo
- Carreggiata: 1200 mm minimo
- Peso: 580 kg minimo, compreso pilota e suo abbigliamento
- sospensioni attive, telemetria e controllo della trazione sono vietate
- due ruote solo motrici
- due ruote solo sterzanti
- Cambio semi-automatico, sei rapporti (massimo) e una retromarcia
- freni in materiale ferroso
- ruote, larghezza massima 295 mm, Diametro  330 mm (+/- 2,5 mm)
- Carburante di livello comparabile a quello commerciale (numero di ottano: da 102 a 95 RON e da 95 a 85 MON per carburante senza piombo e da 100 a 97 RON e da 92 a 86 MON con piombo)
- motore a pistoni alternativi 4 tempi non sovralimentato, a 4 cilindri da 2000 cm³ derivato da vetture prodotte in 2500 esemplari in 12 mesi consecutivi, con strozzatura all'alimentazione diametro 26 mm
- sono ammessi, ma non impiegati, i motori a pistoni rotativi NSU-Wankel con la stessa cilindrata equivalente, calcolata come 1,5 volte la differenza tra le capacità massima e minima della camera
- il rumore non deve superare i 98 dB(A) a 3800 giri/min (misurato a 0,5 m a 45° dallo scarico)

## Campionati ed eventi

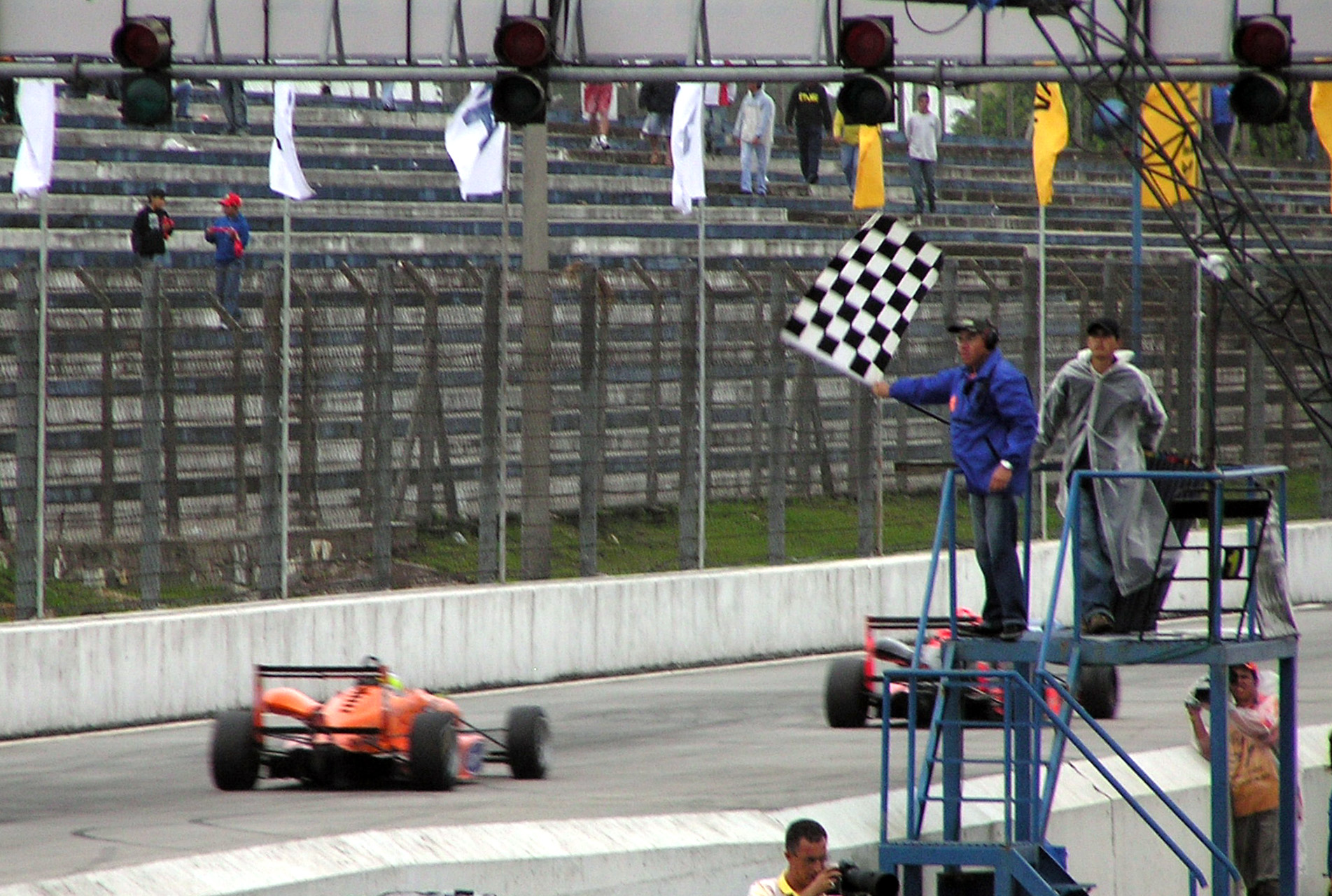
Gara di Formula 3 a Curitiba, in Brasile.

Solitamente organizzata su campionati nazionali, la Formula 3 ha avuto un proprio Campionato Europeo dal 1975 al 1984 sostituito poi da una Coppa Europa in prova unica dal 1985 al 1990 e ripresa dal 1999 al 2002. Dopo il tentativo, nel 1987, di organizzare un nuovo campionato europeo da parte dall'associazione privata EFDA (European Formula Drivers Association), in passato già promotrice del campionato Formula Opel Lotus europeo, a partire dal 2003 è stata lanciata la Formula 3 Euro Series, unione dei campionati francese e tedesco con gare organizzate anche in altri paesi.
Gli eventi più importanti sono sempre state comunque gare tradizionali ad invito in cui i diversi piloti nazionali si incontrano, come il pericoloso Gran Premio di Macao, il Gran Premio di Monaco (gara di contorno al Gran Premio di F 1 disputato fino al 1997 poi sostituito, da una gara del campionato di F3000 e poi GP2, ma ripristinato nel 2005 come gara del campionato di F3 Euro Series, pur venendo mantenuta la gara GP2) o il Masters di Formula 3 sul circuito di Zandvoort.
Dal 2014 la FIA ha cominciato a mettere in atto il FIA Global Pathway, ovvero una semplificazione del cammino dal Karting alla Formula 1, che comprende la creazione di un Campionato FIA di Formula 3 internazionale a supporto dei Gran Premi di Formula 1, e la creazione di Campionati di Formula 3 regionali.

### Campionati in corso
Nelle seguenti tabelle i campionati di Formula 3, attuali e del passato, in cui i migliori classificati hanno diritto ad un numero di punti nella superlicenza FIA necessaria per correre in Formula 1, a seconda della loro posizione in campionato:
| Nome                                                | Anni                      | Note                                                                                               |
| Regolamenti FIA Formula 3                           | Regolamenti FIA Formula 3 | Regolamenti FIA Formula 3                                                                          |
| --------------------------------------------------- | ------------------------- | -------------------------------------------------------------------------------------------------- |
| Campionato FIA di Formula 3                         | 2019–                     | Creato dalla fusione tra la GP3 Series e la F3 europea.                                            |
| Regolamenti FIA Regional F3                         |                           | |
| W Series                                            | 2019, 2021-               | Campionato di Formula 3 esclusivamente femminile.                                                  |
| Campionato FIA di Formula Regional Middle East      | 2018–                     | precedentemente nota come Formula Regional Asia                                                    |
| Campionato FIA di Formula Regional delle Americhe   | 2018–                     | EX F3 nordamericana                                                                                |
| Campionato FIA di Formula Regional europea          | 2019–                     | |
| Campionato FIA di Formula Regional Oceania          | 2023-                     | EX Toyota Racing Series                                                                            |
| Campionato FIA di Formula Regional giapponese       | 2020–                     | Sostituisce dal 2020 la All-Japan Formula Three Championship (F3 giapponese)                       |
| Campionato FIA di Formula Regional indiano          | 2023-                     | |
| Regolamento Euroformula - basato sul telaio F3 2018 |                           | |
| Euroformula Open                                    | 2009–                     | Nato nel 2009 dalla F3 spagnola, che continua ad esistere come parte del campionato.               |
| Super Formula Lights                                | 2020-                     | Precedentemente noto come il Campionato giapponese di Formula 3 fino al 2019                       |
| Eurocup-3                                           | 2023-                     | |
| Precedenti regolamenti FIA F3                       |                           | |
| Formula Renault AsiaCup                             | 2021-                     | |
| Campionato australiano di Formula 3                 | 2001–2019, 2021-          | Dal 2016 sotto regolamenti FIA.                                                                    |
| Remus Formula 3 Cup                                 | 1984–                     | |
| Swiss Formula 3 Cup                                 | 1978-2008, 2014-          | Sotto serie della Remus Formula 3 Cup dal 2014                                                     |
| Campionato GB3                                      | 2016-                     | Il campionato utilizza vetture di Formula 4 potenziate nell'aerodinamica e nel propulsore.         |
| Trofeo Formula Italiana F2000                       | 2014-                     | Precedentemente noto come F2 Italian Trophy. Principalmente utilizzando vecchi telai e motori F3.  |
| Serie di regolamenti non dalla FIA                  |                           | |
| Formula 3 cilena                                    | 1972–                     | Il campionato di F3 cileno impiegava vetture diverse della categoria Formula 3 definita della FIA. |

### Campionati passati
| Nome                                             | Anni                            | Note |
| ------------------------------------------------ | ------------------------------- | --- |
| F3 europea                                       | 1975-1984, 2012-2018            | Il 9 marzo 2012 viene annunciata dalla FIA la rinascita del campionato, denominato FIA European F.3 Championship, che di fatto assorbe il Campionato Internazionale FIA di Formula 3 e la F3 Euro Series. Sostituito dal nuovo Campionato FIA di Formula 3 dal 2019. |
| F3 Euro Series                                   | 2003–2012                       | Nato dalla fusione, nel 2003, del campionato francese con quello tedesco, dal 2013 il campionato viene inglobato nella F3 europea. |
| FIA Formula 3 International Trophy               | 2011                            | Si disputò nel 2011, e consisteva nelle principali gare riservate a tali vetture, non comprese in nessun campionato nazionale. |
| Campionato italiano di Formula 3                 | 1964–1966, 1968–2012            | Il 6 dicembre 2012 viene cancellata l'edizione 2013 del Campionato dall'Aci-Csai per lanciare dal 2014 un nuovo campionato Italiano di Formula 4. |
| British Formula Three Championship               | 1951–1961, 1964-2014            | |
| F3 tedesca                                       | 1950–1953, 1971–2014            | Sostituito dalla F3 Euro Series. Dal 2003 al 2014 si è svolto un campionato minore chiamato F3 Formel Cup. |
| Championnat de France de Formule 3               | 1964–1973, 1978–2002            | Sostituito dalla F3 Euro Series |
| Championnat de Belgique de Formule 3             | 1964–1967                       | |
| Campionato svizzero di Formula 3                 | 1971–2004                       | |
| Swedish Formula 3 Championship                   | 1964–1994, 1997–2000            | |
| Danish Formula 3 Championship                    | 1949–1966, 1976–1977            | |
| Norwegian Formula 3 Championship                 | 1999–2000                       | |
| Scandinavian & Nordic Formula Three Championship | 1984–1985, 1992–2001            | |
| Nordic Formula Three Masters                     | 1958–1960, 1984–1986, 2000–2010 | Già noto come campionato finlandese di Formula 3 |
| North European Zone Formula 3 Cup                | 2008–2009                       | |
| Russian Formula Three Championship               | 1997–2002, 2008                 | |
| Greece Formula 3 Championship                    | 1990–2002                       | |
| Turkish Formula Three Championship               | 1994–2006                       | |
| Center-European Zone Formula 3 Cup               | 1994–2005                       | |
| DDR Formula Three Championship                   | 1950–1958, 1964–1972            | |
| Fórmula 3 Sudamericana                           | 1987–2013                       | Sostituita dalla F3 Brasiliana. |
| Asian Formula Three Championship                 | 2001–2008                       | Conosciuta nel 2007-2008 come Asian F3 Pacific Series |
| United States Formula Three Championship         | 2000–2001                       | |
| Campeonato Mexicano de Fórmula 3                 | 1990–2002                       | |
| Campeonato Mexicano International de Fórmula 3   | 1990–2003                       | |

### Altri eventi
| Nome                  | Anni                       | Note                                                                                          |
| --------------------- | -------------------------- | --------------------------------------------------------------------------------------------- |
| Masters di Formula 3  | 1991–2016                  |                                                                                               |
| Gran Premio di Macao  | 1983–                      | Noto anche come FIA Formula 3 World Cup                                                       |
| Formula 3 Brazil Open | 2010–2014                  | Evento indipendente                                                                           |
| Korea Super Prix      | 1999–2004                  | Parte del Campionato Internazionale FIA di Formula 3- Nel 2004 svolto come Bahrain Superprix. |
| Gran Premio di Pau    | 1999–2006, 2011–2012, 2014 | Parte della F3 europea                                                                        |
| Gran Premio di Monaco | 1950, 1959–1997, 2005      | A supporto del Gran Premio di Formula 1                                                       |
| Coppa Europa          | 1985–1990, 1999–2002       |                                                                                               |
| Formula 3 Fuji Cup    | 1990-1993                  |                                                                                               |

## Vincitori
| Campionato FIA di Formula 3 | Campionato FIA di Formula 3 | Campionato FIA di Formula 3 |
| Stagione                    | Pilota                      | Squadra                     |
| --------------------------- | --------------------------- | --------------------------- |
| 2019                        | Robert Shwartzman           | Prema Powerteam             |
| 2020                        | Oscar Piastri               | Prema Powerteam             |
| 2021                        | Dennis Hauger               | Prema Powerteam             |
| 2022                        | Victor Martins              | ART Grand Prix              |
| 2023                        | Gabriel Bortoleto           | Trident Motorsport          |
| 2024                        | Leonardo Fornaroli          | Trident Motorsport          |

| Campionato FIA di Formula 3 europea regionale | Campionato FIA di Formula 3 europea regionale | Campionato FIA di Formula 3 europea regionale |
| Stagione                                      | Pilota                                        | Squadra                                       |
| --------------------------------------------- | --------------------------------------------- | --------------------------------------------- |
| 2019                                          | Frederik Vesti                                | Prema Powerteam                               |
| 2020                                          | Gianluca Petecof                              | Prema Powerteam                               |
| 2021                                          | Grégoire Saucy                                | ART Grand Prix                                |
| 2022                                          | Dino Beganovic                                | Prema Powerteam                               |

| Campionato FIA di Formula 3 asiatica | Campionato FIA di Formula 3 asiatica | Campionato FIA di Formula 3 asiatica |
| Stagione                             | Pilota                               | Squadra                              |
| ------------------------------------ | ------------------------------------ | ------------------------------------ |
| 2018                                 | Raoul Hyman                          | Hitech Grand Prix                    |
| 2019                                 | Ukyo Sasahara                        | Hitech Grand Prix                    |
| 2020                                 | Joey Alders                          | Black Arts Racing Team               |
| 2021                                 | Guanyu Zhou                          | Abu Dhabi Racing by Prema            |
| 2022                                 | Arthur Leclerc                       | Mumbai Falcons                       |
| 2023                                 | Andrea Kimi Antonelli                | Mumbai Falcons                       |

| Campionato di Formula Regional Oceania | Campionato di Formula Regional Oceania | Campionato di Formula Regional Oceania |
| Stagione                               | Pilota                                 | Squadra                                |
| -------------------------------------- | -------------------------------------- | -------------------------------------- |
| 2023                                   | Charlie Wurz                           | M2 Competition                         |

| Campionato GB3 | Campionato GB3   | Campionato GB3    |
| Stagione       | Pilota           | Squadra           |
| -------------- | ---------------- | ----------------- |
| 2016           | Matheus Leist    | Doppia R Racing   |
| 2017           | Enaam Ahmed      | Carlin Motorsport |
| 2018           | Linus Lundqvist  | Doppia R Racing   |
| 2019           | Clément Novalak  | Carlin Motorsport |
| 2020           | Kaylen Frederick | Carlin Motorsport |
| 2021           | Zak O'Sullivan   | Carlin Motorsport |
| 2022           | Luke Browning    | Hitech Grand Prix |

| W Series | W Series       | W Series |
| Stagione | Pilota         |          |
| -------- | -------------- | -------- |
| 2019     | Jamie Chadwick |          |
| 2021     | Jamie Chadwick |          |
| 2022     | Jamie Chadwick |          |

| Campionato Euroformula Open | Campionato Euroformula Open | Campionato Euroformula Open |
| Stagione                    | Pilota                      | Squadra                     |
| --------------------------- | --------------------------- | --------------------------- |
| 2014                        | Sandy Stuvik                | RP Motorsport               |
| 2015                        | Vitor Baptista              | RP Motorsport               |
| 2016                        | Leonardo Pulcini            | Campos Racing               |
| 2017                        | Harrison Scott              | RP Motorsport               |
| 2018                        | Felipe Drugovich            | RP Motorsport               |
| 2019                        | Marino Sato                 | Team Motopark               |
| 2020                        | Ye Yifei                    | CryptoTower Racing          |
| 2021                        | Cameron Das                 | Team Motopark               |
| 2022                        | Oliver Goethe               | CryptoTower Racing          |

| Campionato FIA di Formula 3 nordamericana | Campionato FIA di Formula 3 nordamericana | Campionato FIA di Formula 3 nordamericana |
| Stagione                                  | Pilota                                    | Squadra                                   |
| ----------------------------------------- | ----------------------------------------- | ----------------------------------------- |
| 2018                                      | Kyle Kirkwood                             | Abel motorsport                           |
| 2019                                      | Dakota Dickerson                          | Global Racing Group                       |
| 2020                                      | Linus Lundqvist                           | Global Racing Group                       |
| 2021                                      | Kyffin Simpson                            | TJ Speed Motorsports                      |
| 2022                                      | Raoul Hyman                               | TJ Speed Motorsports                      |

| Campionato FIA di Formula 3 regionale giapponese | Campionato FIA di Formula 3 regionale giapponese | Campionato FIA di Formula 3 regionale giapponese |
| Stagione                                         | Pilota                                           | Squadra                                          |
| ------------------------------------------------ | ------------------------------------------------ | ------------------------------------------------ |
| 2020                                             | Sena Sakaguchi                                   | Sutekina Racing Team                             |
| 2021                                             | Yuga Furutani                                    | TOM'S Youth                                      |
| 2022                                             | Miki Koyama                                      | Super License                                    |